# سوماتوفولاکس
سوماتوفولاکِس (به یونانی:Σωματοφύλακες؛ شکل مفرد: سوماتوفولاکْس، σωματοφύλαξ) لغتی است یونانی که معنای تحت‌الفظی آن به فارسی «محافظان» یا «بادی‌گاردها» می‌شود.
مشهورترین گروه سوماتوفولاکِس، آنِ فیلیپ دوم مقدونی و نیز آنِ اسکندر گجستک بود. این گروه‌ها متشکل از هفت تن از نجیب‌زادگان مقدونیه بودند، که در عین حال در نقش افسران بالارتبهٔ ارتش نیز عمل می‌کردند و در کسوت سردار یا خیلیارخوس (فرمانده یک هزار تن) ارتش مقدونیه را فرماندهی می‌کردند. اسکندر پس از محاصرهٔ مالی نفر هشتمی به نام پئوکِستاس را نیز به سمت سوماتوفولاکْس برگماشت.

## سوماتوفلاکِس اسکندر کبیر
۳۳۶–۳۳۴
- آریستونوس پلایی، لوسیماخوس، پیتون، آروباس، بالاکروس، دِمِتریوس، بطلمیوس.

۳۳۳
- آریستونوس، لوسیماخوس، پیتون، آروباس، بالاکروس، دمتریوس، هِفِستیون، بطلمیوس.

۳۳۲
- آریستونوس، لوسیماخوس، پیتون، آروباس، مِنِس، دمتریوس، هفستیون.

۳۳۱
- آریستونوس، لوسیماخوس، پیتون، لئوناتوس، منس، دمتریوس، هفستیون.

۳۳۰–۳۲۷
- آریستونوس، لوسیماخوس، پیتون، لئوناتوس، پردیکاس، بطلمیوس یکم سوتر، هفستیون.

۳۲۶–۳۲۴
- آریستونوس، لوسیماخوس، پیتون، لئوناتوس، پردیکاس، بطلمیوس یکم سوتر، هفستیون، پئوکِستاس.

۳۲۳
- آریستونوس، لوسیماخوس، پیتون، لئوناتوس، پردیکاس، بطلمیوس یکم سوتر، پئوکستاس.